# Dionysios Xenos
Dionysios Xenos (5 de julio de 1995) es un deportista griego que compite en karate, en la modalidad de kumite. Es hermano del también karateca Jristos-Stefanos Xenos.
Ganó una medalla en los Juegos Europeos de Cracovia 2023 y cuatro medallas en el Campeonato Europeo de Karate entre los años 2021 y 2023.

## Palmarés internacional
| Juegos Europeos    | Juegos Europeos         | Juegos Europeos   | Juegos Europeos |
| Año                | Lugar                   | Medalla           | Prueba          |
| ------------------ | ----------------------- | ----------------- | --------------- |
| 2023               | Bielsko-Biała (Polonia) | Medalla de plata  | –67 kg          |
| Campeonato Europeo |                         |                   |                 |
| Año                | Lugar                   | Medalla           | Prueba          |
| 2021               | Porec (Croacia)         | Medalla de oro    | –67 kg          |
| 2022               | Gaziantep (Turquía)     | Medalla de plata  | –67 kg          |
| 2022               | Gaziantep (Turquía)     | Medalla de bronce | Por equipos     |
| 2023               | Guadalajara (España)    | Medalla de plata  | –67 kg          |